# 岡野祐一郎
岡野 祐一郎（おかの ゆういちろう、1994年4月16日 - ）は、宮城県石巻市出身の元プロ野球選手（投手）。右投右打。

## 経歴

### プロ入り前
小学校3年から野球を始め、中学校は石巻中央シニアに所属する。
高校は聖光学院に進学し、1年秋にベンチ入りを果たすも、公式戦初登板は2年秋であった。3年になると春夏連続で甲子園出場し、第84回選抜高等学校野球大会では、1回戦で鳥羽高校と対戦し、2安打完封と好投し同校の選抜初勝利に貢献する。続く2回戦では柳裕也、田原啓吾、樋口龍之介ら擁する横浜高校と対戦するも、15安打7失点と崩れて1対7で敗北する。第94回全国高等学校野球選手権大会では1回戦で前年度優勝の日大三高と対戦し9回1失点で完投勝利を収めるが、2回戦の浦和学院戦では3回9安打6失点と炎上し、チームは4対11で敗退する。その後U-18野球日本代表に選ばれ、パナマ戦に先発。5回に降雨のためコールドとなったが5回を投げて4安打5奪三振無四球と好投した。高校卒業後は青山学院大学に進学する。高校の野球部には1学年先輩に歳内宏明、1学年後輩に園部聡、2学年後輩に八百板卓丸、船迫大雅がいる。
大学時代は1年の春季リーグより登板機会に恵まれ、2年春のリーグ戦からエースの座に就いた。しかし2年時の秋季リーグ戦でチームは最下位となり、2部入替戦の専修大学相手に3試合に先発登板するも、チームは1勝2敗で2部降格を経験する。その後は1部昇格できず2部のまま大学野球を終える。大学の野球部には3学年先輩に杉本裕太郎、東條大樹、渡邉雄大、2学年先輩に加藤匠馬、1学年先輩に吉田正尚がいる。
大学卒業後は東芝に入社する。東芝では1年目の第88回都市対抗野球大会の予選に登板し対JX-ENEOS戦では5安打完封勝利し、本戦出場に貢献する。そして本戦では1回戦の対日本新薬戦で7回2失点と好投し、次戦登板となった3回戦の対JR東日本でも8回3失点と好投し、優秀選手賞に輝くなど1年目から活躍する。2年目にも第89回都市対抗野球大会に出場し、トヨタ自動車東日本相手に6回1失点と結果を残す。この2年目にはドラフト指名が有力視されていたが、指名漏れを経験する。社会人3年目となった2019年は宮川哲と強力な二枚看板を形成。第90回都市対抗野球大会の本戦ではJR東海相手に9回1失点完投し好成績をのこした。一方2019年10月より行われた第45回社会人野球日本選手権大会では1回戦の対王子戦で4回3失点と結果をのこせず、チームはそのまま1対5で初戦敗退となった。この年は日本野球連盟が管轄する社会人野球の全国大会での通算防御率が0.87であり、最優秀防御率賞を受賞している。
2019年のドラフト会議で中日ドラゴンズから3位指名を受け、11月16日に契約金7000万円、年俸1200万円で仮契約を結んだ（金額は推定）。背番号は36。

### 中日時代
2020年は、6月25日の対横浜DeNAベイスターズ戦でプロ初登板、初先発したが、5回8安打5失点で降板した。最終的に11試合に登板し、その内9試合で先発登板したが2勝2敗、防御率6.17に終わった。
2021年は交流戦・埼玉西武ライオンズ戦でシーズン初登板初先発を果たしたが、味方の失策も重なり4回6失点という内容で敗戦投手となった。この敗戦でチームは初の交流戦優勝を逃した。登板2試合目の阪神タイガース戦でも4回4失点という投球内容で2連敗を記録。それ以降は一軍での登板機会は無く、オフでは220万円減となる880万円（推定）で契約更改した。
2022年は5月11日の東京ヤクルトスワローズ戦で5回無安打無失点と好投し、2020年10月26日の阪神戦以来664日ぶりの勝利投手となった。シーズン通算では1勝3敗と黒星が先行。結局、プロ1年目から3年連続で減俸での契約更改となった。
2023年は開幕を二軍で迎えたが、6月28日に一軍に昇格。中継ぎとして自己最多の15試合に登板するも、防御率5.73に終わり、10月5日に戦力外通告を受けた。その後は複数の社会人チームからオファーがあったものの現役を引退した。

### 現役引退後
2023年12月14日、中日とスカウト契約を結んだ。

## 選手としての特徴
ストレートの最速は149 km/h。2種類のフォークを操り、空振り三振やゴロを打たせて取るピッチングもできる。スタミナも非常に高く初回から9回まで球速を落とすことがないほど高い。試合中に投球スタイルやフォームを変えられる柔軟な投球も持ち味。制球力も評価が高い。

## 詳細情報

### 年度別投手成績
| 年 度     | 球 団     | 登 板 | 先 発 | 完 投 | 完 封 | 無 四 球 | 勝 利 | 敗 戦 | セ 丨 ブ | ホ 丨 ル ド | 勝 率 | 打 者 | 投 球 回 | 被 安 打 | 被 本 塁 打 | 与 四 球 | 敬 遠 | 与 死 球 | 奪 三 振 | 暴 投 | ボ 丨 ク | 失 点 | 自 責 点 | 防 御 率 | W H I P |
| --------- | --------- | ----- | ----- | ----- | ----- | -------- | ----- | ----- | -------- | ----------- | ----- | ----- | -------- | -------- | ----------- | -------- | ----- | -------- | -------- | ----- | -------- | ----- | -------- | -------- | ------- |
| 2020      | 中日      | 11    | 9     | 0     | 0     | 0        | 2     | 2     | 0        | 0           | .500  | 189   | 42.1     | 50       | 9           | 13       | 0     | 3        | 41       | 2     | 0        | 30    | 29       | 6.17     | 1.49    |
| 2021      | 中日      | 2     | 2     | 0     | 0     | 0        | 0     | 2     | 0        | 0           | .000  | 40    | 8.0      | 13       | 0           | 2        | 1     | 1        | 3        | 0     | 0        | 10    | 8        | 9.00     | 1.88    |
| 2022      | 中日      | 4     | 4     | 0     | 0     | 0        | 1     | 3     | 0        | 0           | .250  | 64    | 12.1     | 20       | 3           | 7        | 0     | 1        | 7        | 1     | 0        | 17    | 17       | 12.41    | 2.19    |
| 2023      | 中日      | 15    | 0     | 0     | 0     | 0        | 0     | 0     | 0        | 0           | ----  | 92    | 22.0     | 22       | 3           | 2        | 0     | 3        | 19       | 1     | 0        | 14    | 14       | 5.73     | 1.09    |
| 通算：4年 | 通算：4年 | 32    | 15    | 0     | 0     | 0        | 3     | 7     | 0        | 0           | .300  | 385   | 84.2     | 105      | 15          | 24       | 1     | 8        | 70       | 4     | 0        | 71    | 68       | 7.23     | 1.52    |

### 年度別守備成績
| 年 度 | 球 団 | 投手  | 投手  | 投手  | 投手  | 投手  | 投手     |
| 年 度 | 球 団 | 試 合 | 刺 殺 | 補 殺 | 失 策 | 併 殺 | 守 備 率 |
| ----- | ----- | ----- | ----- | ----- | ----- | ----- | -------- |
| 2020  | 中日  | 11    | 4     | 2     | 0     | 1     | 1.000    |
| 2021  | 中日  | 2     | 0     | 3     | 0     | 0     | 1.000    |
| 2022  | 中日  | 4     | 3     | 0     | 0     | 0     | 1.000    |
| 2023  | 中日  | 15    | 1     | 5     | 0     | 0     | 1.000    |
| 通算  | 通算  | 32    | 8     | 10    | 0     | 1     | 1.000    |

### 記録
初記録
投手記録
- 初登板・初先発登板：2020年6月25日、対横浜DeNAベイスターズ3回戦（横浜スタジアム）、5回5失点で敗戦投手
- 初奪三振：同上、1回裏にネフタリ・ソトから空振り三振
- 初勝利・初先発勝利：2020年7月2日、対阪神タイガース3回戦（ナゴヤドーム）、5回2失点（自責1）

打撃記録
- 初打席：初登板参照、3回表に坂本裕哉から一ゴロ
- 初安打・初打点：2022年4月16日、対広島東洋カープ4回戦（MAZDA Zoom-Zoom スタジアム広島）、2回表に大瀬良大地から中前2点適時打[38]

### 背番号
- 36（2020年 - 2023年）

### 登場曲
- 「情熱の薔薇」THE BLUE HEARTS（2020年 - 、登板時）
- 「POISON ～言いたい事も言えないこんな世の中は～」反町隆史（2020年 - 、打席時）

### 代表歴
- 2012年AAA世界野球選手権大会日本代表
- 2018年アジア競技大会 野球日本代表
- 第29回BFAアジア選手権大会

## 関連情報
- 宮城県出身の人物一覧
- 青山学院大学の人物一覧
- 中日ドラゴンズの選手一覧
- 大谷・藤浪世代